# دوغ فلين
دوغ فلين (بالإنجليزية: Doug Flynn)‏ هو لاعب كرة قاعدة أمريكي، ولد في 18 أبريل 1951 في ليكسينغتون في الولايات المتحدة.

## وصلات خارجية
- دوغ فلين على موقع دوري كرة القاعدة الرئيسي (الإنجليزية)
- دوغ فلين على موقعبيزبول رفرنس.كوم (الدوري الرئيسي) (الإنجليزية)
- دوغ فلين على موقعبيزبول رفرنس.كوم (الدوري الثانوي) (الإنجليزية)
- دوغ فلين على موقع جمعية أبحاث البيسبول الأمريكية (الإنجليزية)
- دوغ فلين على موقع إي إس بي إن.كوم (أم.أل.بي) (الإنجليزية)
- دوغ فلين على موقع مشجعي الرسوم البيانية (الإنجليزية)